# Binh
Binh är ett könsneutralt förnamn. 141 män har namnet i Sverige och 85 kvinnor. Flest bärare av namnet bor i Skåne där 30 kvinnor har namnet samt 28 män. Sara Lidman skriver i boken 'Samtal i Hanoi' att Binh betyder fred.